# Ordinariat militaire catholique du Canada
L'ordinariat militaire du Canada est le diocèse militaire catholique du Canada. Il s'agit d'un diocèse non territorial desservant les membres catholiques des Forces armées canadiennes (FAC). Son ordinaire porte le grade honorifique de major-général.

## Rôle
Les aumôniers militaires jouent un rôle important au sein des Forces armées canadiennes depuis la seconde guerre des Boers. Le besoin de nommer un évêque s'est seulement fait ressentir pendant la Seconde Guerre mondiale. Depuis la promulgation de la constitution apostolique Spirituali Militum Curae par le pape Jean-Paul II, l'administration des aumôneries militaires est beaucoup facilitée. Les aumôniers catholiques sont regroupés à l'intérieur du Comité interconfessionnel pour l'aumônerie militaire canadienne (CIAMC). Ils peuvent baptiser les soldats et leurs enfants et diriger les services commémoratifs.
Les aumôniers catholiques du Canada doivent avoir été ordonnés et doivent détenir un baccalauréat ou une maîtrise en théologie. Ils sont reconnus comme des officiers des FAC. Leur salaire de départ est celui d'un capitaine. Ils reçoivent une formation en cas de suicide, pour promouvoir le travail d'équipe et sur le maintien de la paix.
La loi militaire du Canada oblige les commandants à fournir les offices religieux à tous les dimanches et pendant les jours d'obligation. De plus, ils doivent fournir les installations nécessaires et assurer la tenue d'une cérémonie de prières sur les navires. Aucun militaire n'est tenu d'assister à la messe. Les vicaires militaires sont employés à titre d'officiants civils.

## Composition
Dans les Forces armées canadiennes, il y a trente-sept prêtres et vingt-deux paroisses militaires. Trente-six agents de pastorale sont également actifs dans les FAC. Ce diocèse est latin. 41 853 membres des FAC sont catholiques sur un effectif total de 80 500 en incluant la réserve.

## Évêques
- Charles Leo Nelligan (en) (1939 - 1945)
- Maurice Roy  (1946 - 1982)
- Francis John Spence (1982 - 1987)
- André Vallée (1987 - 1996)
- Donald Thériault (de) (1998 - 2016)
- Scott McCaig (2016- )